# Budynek Muzeum Gdańska 4 w Bydgoszczy
Budynek Muzeum Okręgowego im. Leona Wyczółkowskiego w Bydgoszczy – zabytkowy budynek w Bydgoszczy przy ul. Gdańskiej 4, od XVII wieku do 1836 r. część klasztoru klarysek, w latach 1837-1937 Szpital Miejski, od 1946 siedziba Muzeum Okręgowego im. Leona Wyczółkowskiego w Bydgoszczy.

## Położenie
Budynek stoi przy ul. Gdańskiej 4, przy kościele Klarysek, w obrębie Śródmieścia Bydgoszczy.

## Historia
Zobacz też: Klasztor Klarysek w Bydgoszczy.

### Klasztor klarysek
Budynek historycznie związany jest z XV-wiecznym szpitalnym przytułkiem i kościołem pw. Świętego Ducha . Pierwotnie w tym miejscu stały dwa drewniane budynki przytułku. Lokalizacja takiego obiektu poza terenem miasta lokacyjnego miała utrudnić ewentualne przenoszenie się chorób epidemicznych.
We wnętrzu budynku, na parterze znajduje się tablica z datą 1593, która potwierdza hipotezę, iż przynajmniej jeden obiekt szpitalny pod koniec XVI w. był już murowany . W 1618 r. osiedliły się w tym miejscu, w nowo zbudowanym klasztorze (1615-1618) przy kościele Świętego Ducha, siostry Klaryski.
W XVII wieku klasztor rozbudowano, powstał m.in. ciąg krużganków łączących klasztor z kościołem. W końcu XVIII wieku, po przejściu Bydgoszczy pod władzę pruską krużganki zburzono.
W latach 30. i 40. XVIII wieku odrestaurowano część zabudowań klasztoru. Wizja lokalna przeprowadzona w 1760 r. ujawniła, że klasztor Klarysek posiadał spory zasób dóbr: gorzelnię (od 1751 r.), stajnie, wozownie, browar, staw rybny oraz ogrody .

### Szpital Miejski
W styczniu 1834 r. władze pruskie ogłosiły kasatę klasztoru klarysek, a w 1837 r. klasztor wraz z kościołem przeszły na własność miasta. Budynki klasztorne przeznaczono na szkołę, ale ostatecznie założono w nich pierwszą Lecznicę Miejską. Początkowo w zaadaptowanych salach udało się umieścić 28 łóżek, a w połowie XIX w. nastąpiła przebudowa wnętrz budynku w celu ich adaptacji dla potrzeb szpitala. W latach 1861–1863 rozdzielono również kościół od dawnego budynku klasztornego poprzez wyburzenie łącznika wraz z bramą .
Początkowo przyjmowano kilkaset pacjentów rocznie, głównie ubogich. W latach 1837–1841 koszty leczenia w 75% pokrywała kasa chorych miasta Bydgoszczy. W 1864 r. w pokojach chorych i na korytarzach zainstalowano oświetlenie gazowe, a po 1896 r. – elektryczne. W 1878 r. budynek został rozbudowany o dodatkowe skrzydło wzdłuż ul. Gdańskiej i otrzymał tego samego roku jednolitą historyzującą fasadę o formach neorenesansowych i neomanierystycznych . Wewnątrz rozmieszczono 70 łóżek dla chorych. W 1897 r. radca miejski Lewin Louis Aronsohn ufundował na rzecz szpitala pierwszy w mieście aparat rentgenowski.
W okresie międzywojennym lekarzem naczelnym szpitala był początkowo dr Jan Biziel, a potem dr Edward Soboczyński – radca miejski, decernent do spraw sanitarnych i szpitalnictwa Zarządu Miejskiego, inicjator budowy nowego dużego szpitala miejskiego w Bydgoszczy, co miało miejsce w latach 1928-1937. W szpitalu funkcjonowały oddziały: wewnętrzny (dr Aleksander Idaszewski, dr Antoni Tomicki), laryngologiczny (dr Edward Soboczyński) i chirurgiczny (dr Zygmunt Dziembowski). Oddział ginekologiczno-położniczy (dr Józef Krzymiński) zorganizowano w 1925 r. w budynku przy ul. Gdańskiej 71a. Opiekę nad chorymi sprawowało 5 lekarzy, 9 sióstr szarytek oraz 12 pracowników zaplecza gospodarczego. Liczbę łóżek zwiększono do 72, lecz nie zaspokajało to w żaden sposób potrzeb 100-tys. ówczesnej Bydgoszczy. W 1926 r. przyjęto do szpitala 1143 pacjentów, z których 76 zmarło. W grudniu 1937 roku szpital przeniesiono do nowo wybudowanego, obszernego budynku Szpitala Miejskiego na Skrzetusku.

### Muzeum Miejskie
Po wyprowadzce szpitala, w latach 1938-1945 w budynku mieścił się Wydział Opieki Społecznej Urzędu Miejskiego.
11 kwietnia 1946 r. obiekt został przeznaczony na siedzibę Muzeum Okręgowego im. Leona Wyczółkowskiego. Posiada ono bogaty zbiór prac swojego patrona oraz cenną kolekcję sztuki współczesnej . W latach 60. i 70., gdy na cele wystawiennicze przeznaczono spichrze nad Brdą i obiekty na Wyspie Młyńskiej, w budynku pozostały głównie: administracja i magazyny.
W kwietniu 2009 ze względu na zły stan techniczny budynku został on zamknięty dla funkcji wystawienniczych. Od 2016 rozpoczęto przygotowania do przeprowadzenia remontu budynku oraz rozbudowy zaplecza budynku od strony wschodniej, z przeznaczeniem na stałą wystawę sztuki współczesnej oraz część konferencyjno-edukacyjną z biblioteką i czytelnią. Nowa część obiektu ma zawierać również pomieszczenia recepcyjne i do prac konserwatorskich dzieł sztuki. Inwestycja o wartości 22,6 mln zł (w tym 9,8 mln zł z funduszy miasta) miała pierwotnie zostać zakończona do końca 2018 roku. W końcu 2017 miasto podpisało umowę na prace budowlane z firmą Kontbud, która zaproponowała realizację inwestycji za 22,6 mln zł. Prace rozpoczęto w styczniu 2018 od prac w starym budynku, w którym wymieniono dach oraz przeprowadzono prace konserwatorsko-budowlane wnętrz. W ich trakcie odkryto ścienne malowidła z początku XVII w., przedstawiające Ostatnią Wieczerzę, a także masywne, profilowane belki stropowe na obydwu kondygnacjach budynku, z wyciętymi rozetami i datą 1616, poświadczającą zapiski dotyczące daty założenia klasztoru. W toku prac uzupełniono tynki i odtworzono detale, a elewacji nadano piaskowy kolor. Zrezygnowano tym samym przewidzianego pierwotnie koloru ceglanego, o czym przesądziło odkrycie najstarszych powłok malarskich. W 2019 przystąpiono do budowy nowej części muzeum, która utrzymana w kolorze bieli i czerni nawiązuje kształtem do bydgoskich spichrzy. Połączenie ze starym budynkiem zapewniono za pomocą szklanego łącznika. Od strony południowej, tj. ogrodu klasztornego, powstała prosta elewacja nawiązująca wielkością okien do istniejącego budynku muzeum. Na poziomie poddasza zlokalizowano m.in. taras, duże przeszklenia oraz widok na ogród i kościół Klarysek. Po zakończeniu inwestycji muzeum wzbogaciło się o m.in. dużą audiowizualną salę wielofunkcyjną, przestrzeń konferencyjną, warsztatową oraz edukacyjną, lobby, pokoje administracji, pracownie konserwatorskie, kawiarnię, bibliotekę z czytelnią i archiwum, a powierzchnia wystawiennicza wzrosła o 1410 m kw. Zakończenie prac budowlanych przewidywane było na grudzień 2020, jednak z uwagi na pandemię COVID-19 otwarcie obiektu uległo opóźnieniu.

## Architektura
Budynek jest piętrowy, dwuskrzydłowy. Bryła główna posiada mansardę. Elewacja frontowa jest boniowana, z portalem ujętym kolumnami. Skrajne osie nieznacznie zryzalitowane, są zwieńczone szczytami, zdobionymi pilastrami .

## Galeria

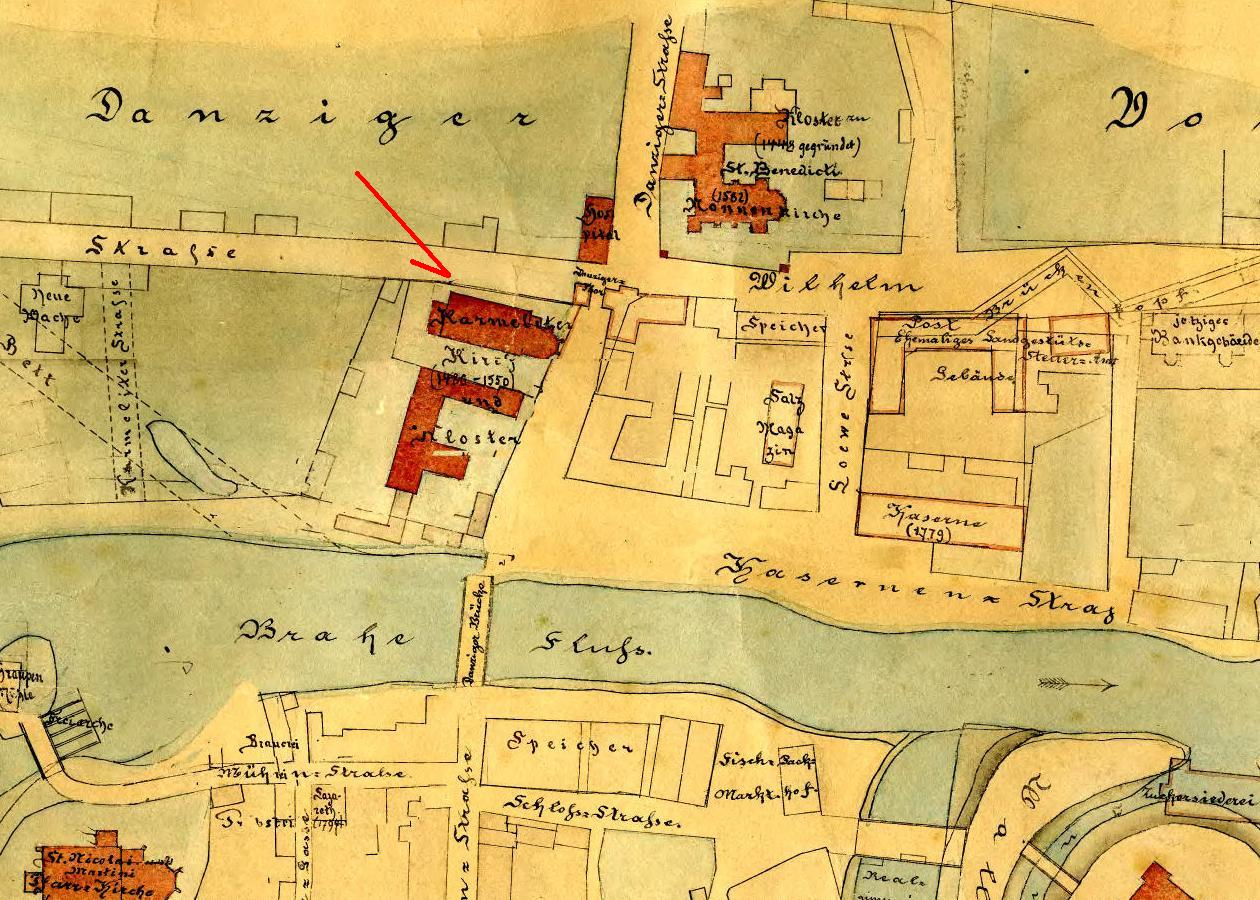
Plan klasztoru z XVI–XVIII w. – rekonstrukcja Gustawa Reicherta i Emila Schulza z 1890 r. Wskazany strzałką jest kościół karmelicki pw. Najświętszej Marii Panny. Klasztor i kościół sióstr Klarysek znajdują się u góry mapki.
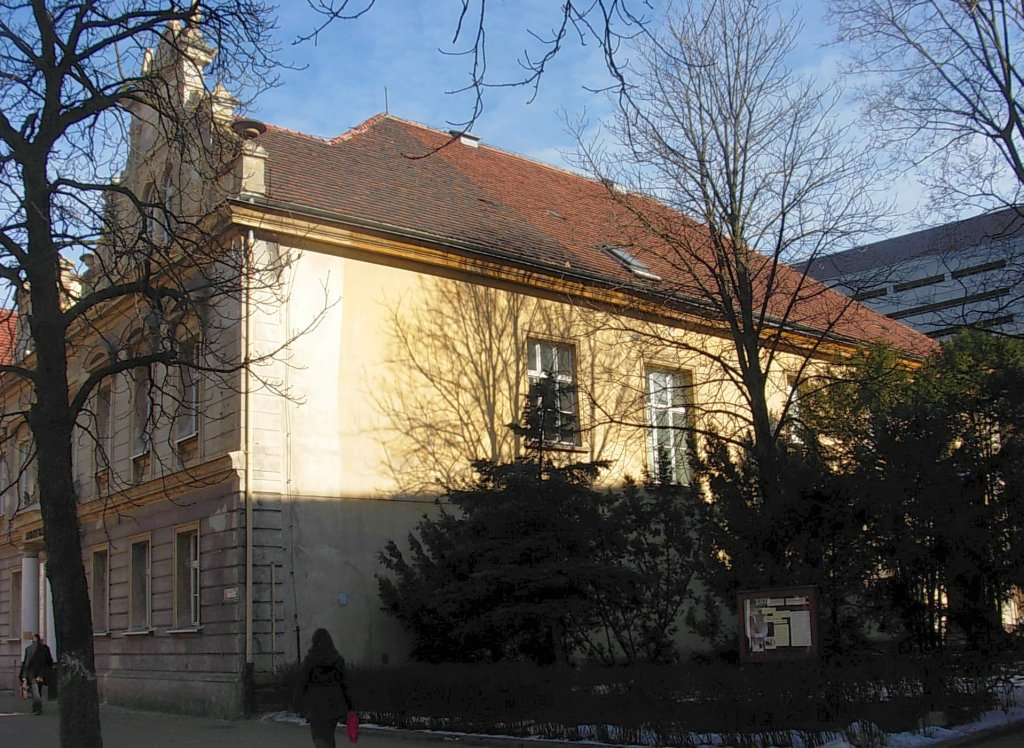
Dawny budynek klasztorny z widoczną przebudowaną fasadą.
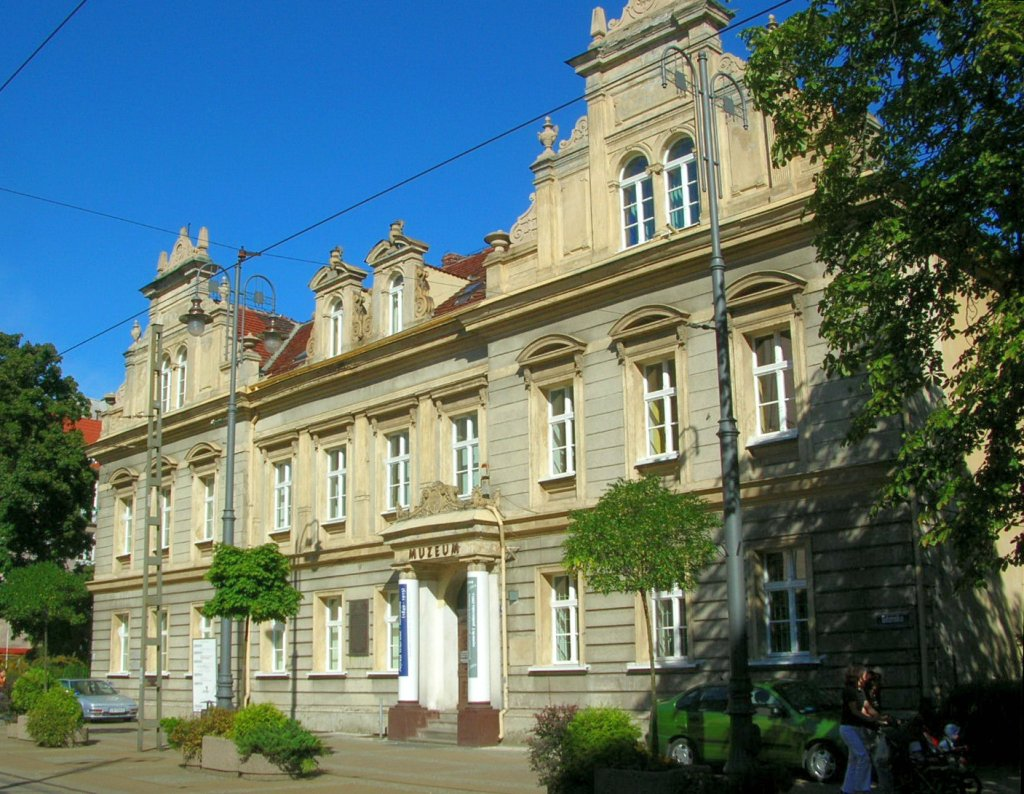
Budynek w 2005 r.
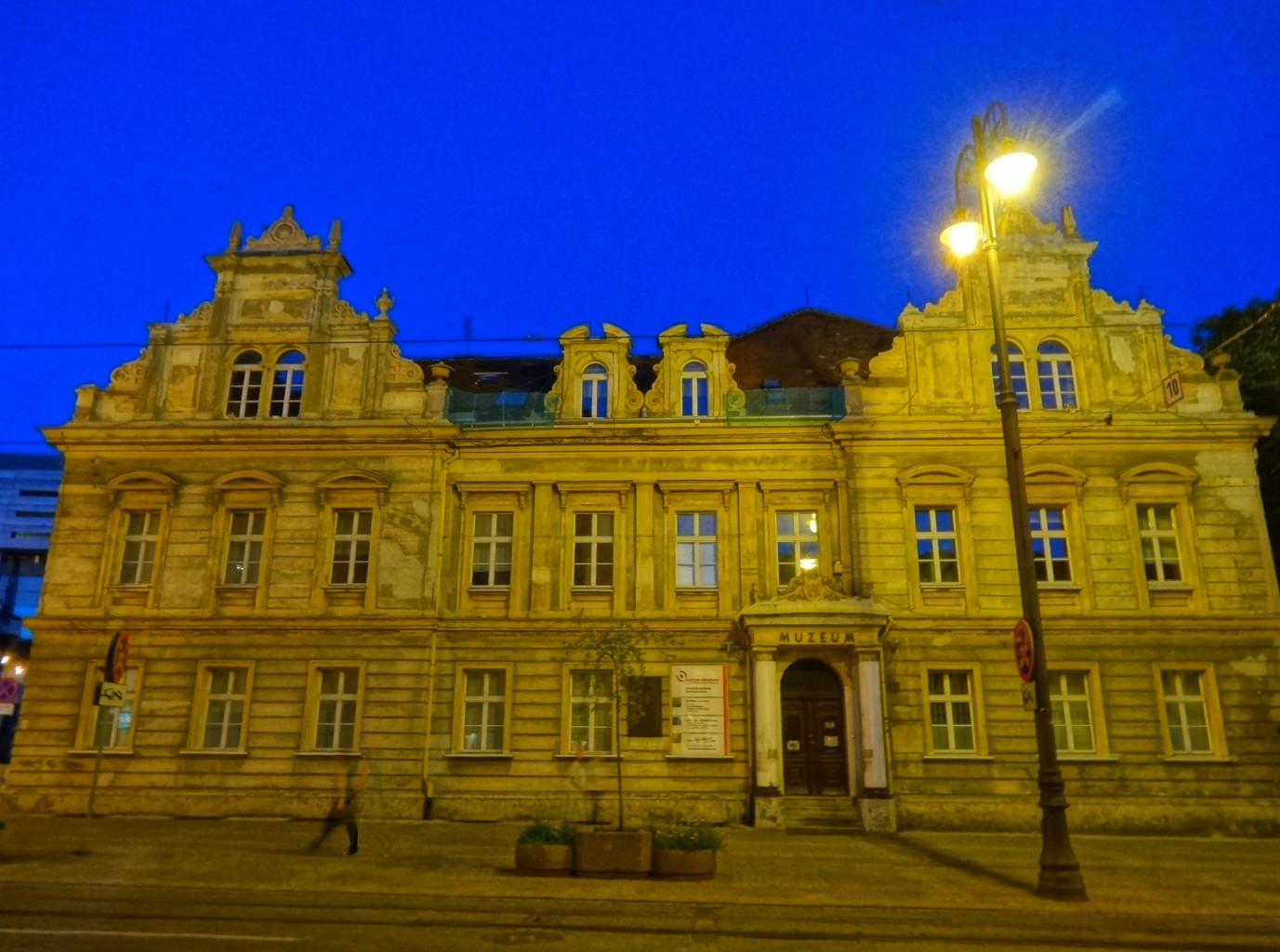
Nocą
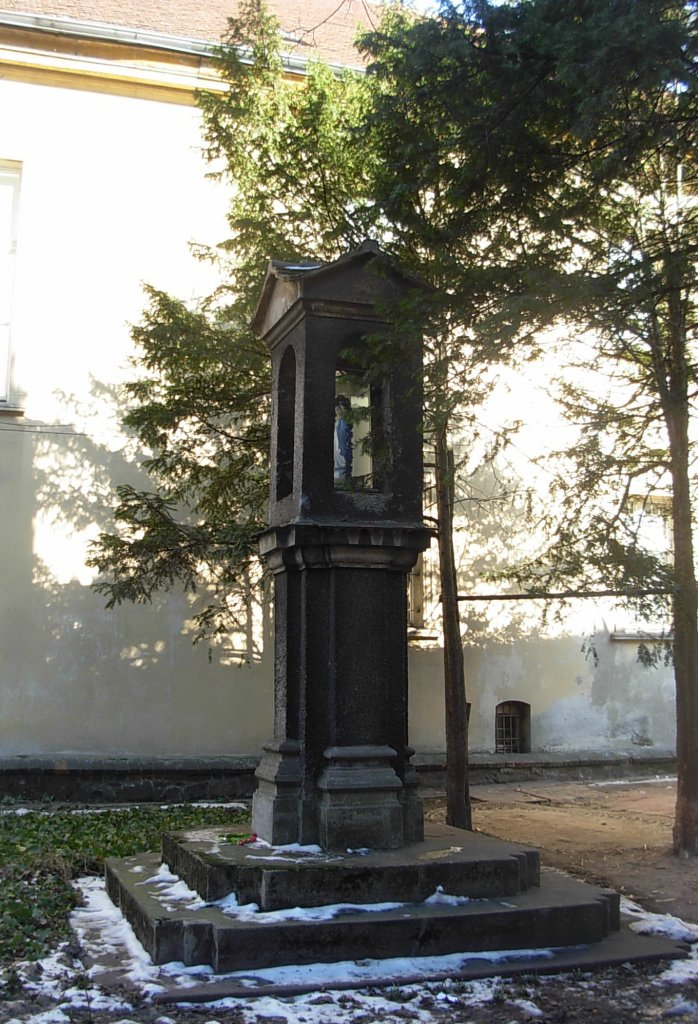
Kapliczka między dawnym kościołem a klasztorem klarysek.